# سامانتا تینا
سامانتا تینا (به انگلیسی: Samanta Tīna) (زاده ۳۱ مارس ۱۹۸۹) خواننده لتونیایی است.
او نماینده لتونی در یوروویژن ۲۰۲۱ بود.